# Podział administracyjny Syrii

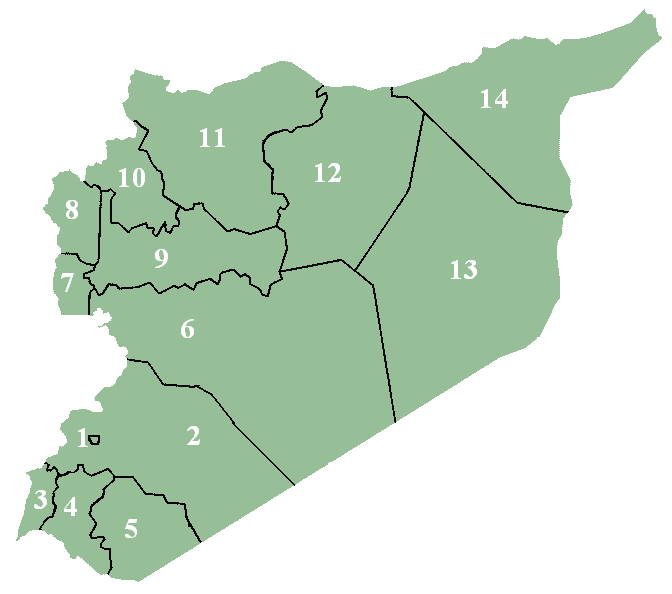
Muhafazy w Syrii

Syria dzieli się na 13 muhafaz, które zwykle noszą nazwę stolicy. Istnieje też miasto wydzielone Damaszek (w sumie 14 muhafaz).
| Numer na mapie | Nazwa muhafazy  | Stolica      | Część kraju       | Uwagi                                                                            |
| -------------- | --------------- | ------------ | ----------------- | -------------------------------------------------------------------------------- |
| 1              | Miasto Damaszek | Damaszek     | południe          | miasto wydzielone                                                                |
| 2              | Damaszek        | Damaszek     | południe          | z wydzielonym obszarem miasta Damaszek                                           |
| 3              | Al-Kunajtira    | Al-Kunajtira | południowy zachód | pod okupacją Izraela i administracją ONZ; obejmuje zasięgiem m.in. Wzgórza Golan |
| 4              | Dara            | Dara         | południe          | -                                                                                |
| 5              | As-Suwajda      | As-Suwajda   | południe          | -                                                                                |
| 6              | Hims            | Hims         | centrum           | największa prowincja                                                             |
| 7              | Tartus          | Tartus       | zachód            | leży nad Morzem Śródziemnym                                                      |
| 8              | Latakia         | Latakia      | zachód            | leży nad Morzem Śródziemnym                                                      |
| 9              | Hama            | Hama         | zachód            | -                                                                                |
| 10             | Idlib           | Idlib        | północny zachód   | -                                                                                |
| 11             | Aleppo          | Aleppo       | północ            | leży nad Eufratem                                                                |
| 12             | Ar-Rakka        | Ar-Rakka     | północ            | leży nad Eufratem                                                                |
| 13             | Dajr az-Zaur    | Dajr az-Zaur | wschód            | leży nad Eufratem                                                                |
| 14             | Al-Hasaka       | Al-Hasaka    | północny wschód   | leży nad Tygrysem                                                                |